# Paweł Skibiński
Paweł Dominik Skibiński (ur. 20 grudnia 1973 w Warszawie) – polski historyk, politolog, wykładowca, publicysta, w latach 2010–2015 dyrektor Muzeum Jana Pawła II i Prymasa Wyszyńskiego.

## Życiorys
W 1997 ukończył studia w Instytucie Historycznym Uniwersytetu Warszawskiego. W 2001 uzyskał stopień doktora nauk humanistycznych w zakresie historii na Wydziale Historycznym Uniwersytetu Warszawskiego. Stażysta Uniwersytetu Nawarry w Pampelunie w 1999, stypendysta Ministerstwa Spraw Zagranicznych Hiszpanii w 2000. Supernumerariusz Opus Dei w 2005.
W latach 1997–2001 doktorant, a od 2001 adiunkt w Instytucie Historycznym Uniwersytetu Warszawskiego. Był także pracownikiem Instytutu Studiów Strategicznych i Badań nad Polityką w Wyższej Szkole Biznesu – National-Louis University w Nowym Sączu. Od 2000 do 2001 był doradcą ministra kultury i dziedzictwa narodowego Kazimierza Michała Ujazdowskiego, a od 2001 do 2002 pełnił funkcję koordynatora programów w Instytucie Dziedzictwa Narodowego. Pełnił funkcje zastępcy dyrektora oraz kierownika działu badawczego Muzeum Historii Polski. Habilitował się 24 września 2014. 2 lutego 2024 otrzymał tytuł profesora nauk humanistycznych.
Przed wyborami prezydenckimi w 2005 wszedł w skład Honorowego Komitetu Poparcia Lecha Kaczyńskiego. Na mocy dekretu arcybiskupa warszawskiego kardynała Kazimierza Nycza, od 18 maja 2010 pełnił funkcję dyrektora Muzeum Jana Pawła II i Prymasa Wyszyńskiego. Kierował tą instytucją do 2015. W latach 2020–2024 był zastępcą dyrektora Instytutu Dziedzictwa Myśli Narodowej im. Romana Dmowskiego i Ignacego Jana Paderewskiego. W 2021 i ponownie w 2024 wszedł w skład rady Fundacji „Dzieło Nowego Tysiąclecia”. Został także członkiem rady programowej Fundacji im. Janusza Kurtyki.
Zajmuje się m.in. historią najnowszą Polski i Hiszpanii. Związany ze środowiskami konserwatywnymi. Był członkiem redakcji „Kwartalnika Konserwatywnego”, publikuje także we „Frondzie”, „Christianitas” i „W Sieci Historii”.
W listopadzie 2023 jego książka Kościół wobec totalitaryzmów (1917–1989) została nagrodzona w ramach 14. Konkursu „Książka Historyczna Roku” o Nagrodę im. Oskara Haleckiego w kategorii Najlepsza książka naukowa poświęcona dziejom Polski i Polaków w XX wieku.

## Wybrane publikacje
- Państwo generała Franco: ustrój Hiszpanii w latach 1936–1967, Kraków 2004, ISBN 83-89243-56-3
- Człowiek o sercu bohaterskim…: ksiądz Jan Salamucha (1903–1944), Warszawa 2005, ISBN 83-88747-01-0
- Między ołtarzem a tronem Państwo i Kościół w Hiszpanii w latach 1931–1953, Warszawa 2013, ISBN 978-83-754-3276-3
- Żywot człowieka wiernego: Bł. Alvaro del Portillo (1914–1994), Kraków 2014, ISBN 978-83-7864-748-5
- Polska 1918. Polityka i życie codzienne, Warszawa 2018, 607 s., ISBN 978-83-287-0798-6
- Odnowa tej ziemi I Pielgrzymka Jana Pawła II do Polski, czerwiec 1979, Państwowy Instytut Wydawniczy, Warszawa 2020, ISBN 978-83-8196-164-6
- Kościół wobec totalitaryzmów (1917–1989), Instytut Solidarności i Męstwa im. Witolda Pileckiego, 2022, ISBN 978-83-66340-81-7

## Odznaczenia
- Srebrny Medal „Zasłużony dla Nauki Polskiej Sapientia et Veritas” (2023)[13]